# Élections législatives de 1893 en Charente
Les élections législatives de 1893 ont eu lieu les 20 août et 3 septembre 1893.

## Élus
|   | Circonscription | Député sortant         |  | Groupe parlementaire | Député élu                    |  | Groupe parlementaire       |
| - | --------------- | ---------------------- |  | -------------------- | ----------------------------- |  | -------------------------- |
| 1 | 1re d'Angoulême | Edgard Laroche-Joubert |  | Appel au peuple      | Edgard Laroche-Joubert        |  | Union libérale des Droites |
| 2 | 2e d'Angoulême  | Paul Déroulède         |  | Boulangiste          | Étienne Gellibert des Seguins |  | Union libérale des Droites |
| 3 | Barbezieux      | Louis-Eugène Arnous    |  | Appel au peuple      | Louis-Eugène Arnous           |  | Union libérale des Droites |
| 4 | Cognac          | Gustave Cunéo d'Ornano |  | Appel au peuple      | Gustave Cunéo d'Ornano        |  | Union libérale des Droites |
| 5 | Confolens       | Antoine Babaud-Lacroze |  | Union des gauches    | Antoine Babaud-Lacroze        |  | GRG                        |
| 6 | Ruffec          | Eugène Duportal        |  | Union des gauches    | René François Gautier         |  | Union libérale des Droites |

## Résultats à l'échelle du département
| Partis         | Partis                     | Premier tour | Premier tour | Deuxième tour | Deuxième tour | Sièges |
| Partis         | Partis                     | Voix         | %            | Voix          | %             | Sièges |
| -------------- | -------------------------- | ------------ | ------------ | ------------- | ------------- | ------ |
|                | Républicains opportunistes | 39 959       | 48,87        | 6 527         | 48,33         | 1      |
|                | Monarchistes               | 36 056       | 44,09        | 6 979         | 51,67         | 5      |
|                | Radicaux                   | 5 623        | 6,88         |               |               | 0      |
|                | Socialistes                | 131          | 0,16         | 0             |               |        |
|                |                            |              |              |               |               |        |
| Inscrits       | Inscrits                   | 108 826      | 100,00       | 16 225        | 100,00        | 6      |
| Votants        | Votants                    | 83 388       | 76,63        | 13 593        | 83,78         |        |
| Abstentions    | Abstentions                | 27 057       | 24,86        | 2 632         | 16,22         |        |
| Blancs et nuls | Blancs et nuls             | 1 619        | 1,94         | 87            | 0,64          |        |
| Exprimés       | Exprimés                   | 81 769       | 98,06        | 13 506        | 99,36         |        |

## Résultats par arrondissement

### Arrondissement d'Angoulême

#### 1recirconscription d'Angoulême
| Candidats      | Candidats              | Étiquette      | Premier tour | Premier tour |
| Candidats      | Candidats              | Étiquette      | Voix         | %            |
| -------------- | ---------------------- | -------------- | ------------ | ------------ |
|                | Edgard Laroche-Joubert | Monarchiste    | 8 165        | 59,22        |
|                | Jarton                 | Radical        | 5 623        | 40,78        |
|                |                        |                |              |              |
| Inscrits       | Inscrits               | Inscrits       | 19 529       | 100,00       |
| Votants        | Votants                | Votants        | 14 085       | 72,12        |
| Abstention     | Abstention             | Abstention     | 5 444        | 27,88        |
| Blancs et nuls | Blancs et nuls         | Blancs et nuls | 297          | 2,11         |
| Exprimés       | Exprimés               | Exprimés       | 13 788       | 97,89        |

#### 2ecirconscription d'Angoulême
| Candidats      | Candidats                     | Étiquette                | Premier tour | Premier tour |
| Candidats      | Candidats                     | Étiquette                | Voix         | %            |
| -------------- | ----------------------------- | ------------------------ | ------------ | ------------ |
|                | Étienne Gellibert des Seguins | Monarchiste              | 7 201        | 55,49        |
|                | Auguste Mulac                 | Républicain opportuniste | 5 777        | 44,51        |
|                |                               |                          |              |              |
| Inscrits       | Inscrits                      | Inscrits                 | 19 625       | 100,00       |
| Votants        | Votants                       | Votants                  | 13 507       | 68,83        |
| Abstention     | Abstention                    | Abstention               | 6 118        | 31,17        |
| Blancs et nuls | Blancs et nuls                | Blancs et nuls           | 529          | 3,92         |
| Exprimés       | Exprimés                      | Exprimés                 | 12 978       | 96,08        |

### Arrondissement de Barbezieux
| Candidats      | Candidats           | Étiquette                | Premier tour | Premier tour |
| Candidats      | Candidats           | Étiquette                | Voix         | %            |
| -------------- | ------------------- | ------------------------ | ------------ | ------------ |
|                | Louis-Eugène Arnous | Monarchiste              | 6 386        | 54,18        |
|                | Meslier             | Républicain opportuniste | 5 401        | 45,82        |
|                |                     |                          |              |              |
| Inscrits       | Inscrits            | Inscrits                 | 14 291       | 100,00       |
| Votants        | Votants             | Votants                  | 11 915       | 83,37        |
| Abstention     | Abstention          | Abstention               | 2 376        | 16,63        |
| Blancs et nuls | Blancs et nuls      | Blancs et nuls           | 128          | 1,07         |
| Exprimés       | Exprimés            | Exprimés                 | 11 787       | 98,93        |

### Arrondissement de Cognac
| Candidats      | Candidats              | Étiquette                | Premier tour | Premier tour |
| Candidats      | Candidats              | Étiquette                | Voix         | %            |
| -------------- | ---------------------- | ------------------------ | ------------ | ------------ |
|                | Gustave Cunéo d'Ornano | Monarchiste              | 7 955        | 50,21        |
|                | Armand Robin           | Républicain opportuniste | 7 757        | 48,96        |
|                | Rousseau               | Socialiste               | 131          | 0,83         |
|                |                        |                          |              |              |
| Inscrits       | Inscrits               | Inscrits                 | 20 219       | 100,00       |
| Votants        | Votants                | Votants                  | 15 991       | 79,09        |
| Abstention     | Abstention             | Abstention               | 4 228        | 20,91        |
| Blancs et nuls | Blancs et nuls         | Blancs et nuls           | 148          | 0,93         |
| Exprimés       | Exprimés               | Exprimés                 | 15 843       | 99,07        |

### Arrondissement de Confolens
| Candidats      | Candidats              | Étiquette                | Premier tour | Premier tour |
| Candidats      | Candidats              | Étiquette                | Voix         | %            |
| -------------- | ---------------------- | ------------------------ | ------------ | ------------ |
|                | Antoine Babaud-Lacroze | Républicain opportuniste | 8 583        | 59,07        |
|                | Corderoy               | Républicain opportuniste | 5 948        | 40,93        |
|                |                        |                          |              |              |
| Inscrits       | Inscrits               | Inscrits                 | 19 549       | 100,00       |
| Votants        | Votants                | Votants                  | 14 780       | 75,60        |
| Abstention     | Abstention             | Abstention               | 4 769        | 24,40        |
| Blancs et nuls | Blancs et nuls         | Blancs et nuls           | 249          | 1,68         |
| Exprimés       | Exprimés               | Exprimés                 | 14 531       | 98,32        |

### Arrondissement de Ruffec
| Candidats      | Candidats             | Étiquette                | Premier tour | Premier tour | Deuxième tour | Deuxième tour |
| Candidats      | Candidats             | Étiquette                | Voix         | %            | Voix          | %             |
| -------------- | --------------------- | ------------------------ | ------------ | ------------ | ------------- | ------------- |
|                | René François Gautier | Monarchiste              | 6 349        | 49,44        | 6 979         | 51,67         |
|                | Eugène Duportal       | Républicain opportuniste | 5 095        | 39,67        | 6 527         | 48,33         |
|                | Guillaud              | Républicain opportuniste | 1 398        | 10,89        |               |               |
|                |                       |                          |              |              |               |               |
| Inscrits       | Inscrits              | Inscrits                 | 15 613       | 100,00       | 16 225        | 100,00        |
| Votants        | Votants               | Votants                  | 13 110       | 83,97        | 13 593        | 83,78         |
| Abstention     | Abstention            | Abstention               | 2 503        | 16,03        | 2 632         | 16,22         |
| Blancs et nuls | Blancs et nuls        | Blancs et nuls           | 268          | 2,04         | 87            | 0,64          |
| Exprimés       | Exprimés              | Exprimés                 | 12 842       | 97,96        | 13 506        | 99,36         |